# Infanterie-Division Bärwalde
La Infanterie-Division Bärwalde fu una divisione di fanteria dell'esercito tedesco attiva durante la seconda guerra mondiale. 

## Storia
La divisione venne costituita il 20 gennaio 1945 vicino a Mieszkowice e venne subito schierata nella linea difensiva in Pomerania, dove affrontò le truppe dell'Armata Rossa subendo gravissime perdite, il 12 marzo 1945 i resti della divisione raggiunsero la testa di ponte a Dziwnow dove la divisione venne sciolta.

## Ordine di battaglia
08/02/1945
- Regiment Kopp
- Regiment Wolff
- Regiment Boehmer
- Regiment Freund
- Regiment Jaeckel
- Regiment Klotsche
- Sperrverband Fierbandt
- Sperrverband Hellermann

17/02/1945
- Regiment 1 Division Bärwalde
- Regiment 2 Division Bärwalde
- Regiment 3 Division Bärwalde
- Regiment 4 Division Bärwalde
- Regiment 5 Division Bärwalde
- Artillerie-Regiment Division Bärwalde
- Pionier-Bataillon Division Bärwalde
- Divisions-Nachrichten-Abteilung Division Bärwalde

## Comandanti
- Generalleutnant Wilhelm Raithel (20 gennaio 1945 - 12 marzo 1945)[2]